# 罗尔夫-迪特尔·阿门德
罗尔夫-迪特尔·阿门德（德語：Rolf-Dieter Amend，1949年3月21日—2022年1月4日），德国男子皮划艇运动员。他曾代表东德参加1972年夏季奥林匹克运动会皮划艇比赛，获得男子双人划艇激流金牌。